# Xenacanthiformes
Xenacanthida
Ordre
Synonymes
- Xenacanthida Glikman, 1964

Les Xenacanthiformes (ou Xenacanthida) forment un ordre éteint de requins préhistoriques.

## Taxinomie
Les genres se répartissent dans les familles suivantes :
- Diplodoselachidae Dick, 1981
  - Diplodoselache Dick, 1981
  - Dicentrodus Traquair, 1888
  - Hagenoselache Hampe & Heidkte, 1997
- Orthacanthidae Heyler & Poplin 1989
  - Orthacanthus Agassiz, 1843
- Xenacanthidae Fritsch, 1889
  - Plicatodus Hampe, 1995
  - Triodus Jordan, 1849
  - Xenacanthus Beyrich, 1848
- incertae sedis
  - Anodontacanthus Davis, 1881

## Histoire des premières découvertes de restes de Xenacanthiformes
Le paléontologue suisse Louis Agassiz signala en 1833 le fossile d’un poisson provenant du gisement permien de Muse près d'Autun (Saône-et-Loire) pour lequel il introduisit le taxon Pygopterus bonnardi. D'abord considéré comme un poissons osseux (Osteichthyes), ce spécimen appartient en réalité aux Xenacanthiformes. C'est le premier requin du Paléozoïque découvert en France et le premier xénacanthiforme signalé dans une publication (Brignon, 2015). Il est toujours conservé au Muséum national d'Histoire naturelle, Paris (numéro d'inventaire MNHN.F.AUT62). Des épines de xénacanthiformes du Carbonifère de Dudley et de Leeds en Angleterre furent ensuite décrites et figurées par Agassiz en 1837 et 1843 sous les noms génériques “Pleuracanthus” (remplacé depuis par le genre Xenacanthus Beyrich 1848) et Orthacanthus. Le paléontologue britannique Philip Egerton (1806-1881), célèbre pour sa collection de poissons fossiles qui fut acquise après sa mort par le British Museum, déclarait avoir découvert en 1834 des dents tricuspides dans le Carbonifère de Silverdale dans le Staffordshire qui s’avéreront appartenir à des xénacanthiformes. Des dents similaires furent décrites sous le nom générique “Diplodus” par Edward William Binney en 1841. Il faudra ensuite attendre la fin des années 1840 pour que le premier fossile constitué d’éléments squelettiques en connexion de l’élasmobranche xénacanthiforme Xenacanthus decheni (Goldfuss, 1847) soit signalé dans le Permien Inférieur de Ruprechtice en Bohême (actuelle République tchèque). En 1849, d’autres restes de xénacanthiformes du Permien de Lebach en Allemagne furent décrits sous le nom de Triodus sessilis Jordan, 1849. En 1866, Albert Gaudry (1827-1908) mentionna des épines de xénacanthiformes dans les dépôts permiens de Muse sous le nom de “Pleuracanthus” frossardi. Plus tard, en 1888, Charles Brongniart révéla, dans le Carbonifère de Commentry (Allier), la découverte de nombreux spécimens de xénacanthiformes pour lesquels il créa l’espèce “Pleuracanthus” gaudryi. Cette espèce est aujourd’hui rattachée au genre Xenacanthus.